# 埃爾約賓 (佛羅里達州)
埃爾霍賓（英語：El Jobean）是位於美國佛羅里達州夏洛特縣的一個非建制地區。該地的面積和人口皆未知。

## 地理
埃爾霍賓的座標為26°57′51″N 82°12′39″W / 26.96417°N 82.21083°W，而該地的平均海拔高度為1米（即3英尺）。